# 1848年哲學
1848年哲學事件  

## 事件
- 1848年革命 - 民族之春（英語：Spring of Nations）造成了，巨大社會和文化變革，各國君主與貴族體制動盪並間接導致了德國統一及義大利統一運動。
- 2月21日 - 卡尔·马克思和弗里德里希·恩格斯共同在倫敦發表《共产党宣言》 （Manifest der Kommunistischen Partei）

## 著作
- 奥古斯特·孔德,《實證主義概觀（英语：A General View of Positivism）》（Discours sur l'ensemble du positivisme）
- 索倫·奧貝·克爾凱郭爾, 《对于我作者事业的视角：一次直接的沟通（英语：The Point of View of My Work as an Author）》（成文）
- 卡尔·马克思和弗里德里希·恩格斯發表的《共产党宣言》
- 约翰·斯图尔特·密尔, 《政治經濟學原理（英语：Principles of Political Economy）》

## 出生
- 1月15日 – 拉斐爾·馮·科伯（英语：Raphael von Koeber）, 俄羅斯-德國哲學家和音樂家 ，死於1923年。
- 2月19日 - 康斯坦茨·瓊斯（英语：Constance Jones）, 英國哲學家和邏輯學家，死於1922年。
- 3月16日 - 卡維斯·瑞德（英语：Carveth Read）, 英國哲學家和邏輯學家，死於1931年。
- 4月20日 – 庫爾德·拉斯維茨, 德國作家和哲學家，死於1910年。
- 4月21日 – 卡尔·斯图姆夫, 德國哲學家和心理學家，死於1936年。
- 5月11日 - 威廉·文德尔班,  德國哲學家，死於1915年。
- 5月18日 – 赫爾曼·亞歷山大·迪爾斯, 德國古典學家和歷史學家哲學，死於1922年。
- 6月14日 - 伯納德·鮑桑葵, 英國哲學家，死於1923年。
- 7月15日 – 帕累托, 意大利社會學家、經濟學家和道德哲學家，死於1923年。
- 9月16日 – 孙诒让, 中國清代語言學家、墨學家，死於1908年。
- 11月8日 - 戈特洛布·弗雷格,德國數學家、邏輯學和哲學家，死於1925年。
- 日期未知 - 烏爾巴諾·岡薩雷斯·塞拉諾（英语：Urbano González Serrano）, 西班牙哲學家、心理學家、教育家和文學評論家，死於1904年。

## 死亡
- 1月1日 - 弗里德里希·卡爾·福伯格（英语：Friedrich Karl Forberg），德國哲學家和古典學者，生於1770年。
- 6月7日 - 维萨里昂·格里戈里耶维奇·别林斯基，俄羅斯文學評論家、記者、語言學家、哲學家，生於1811年。
- 7月9日 - 傑米·巴爾梅斯（英语：Jaime Balmes），西班牙哲學家和牧師，生於1810年。
- 12月18日 - 伯納德·波爾查諾，捷克數學家、神學家、哲學家和邏輯學家，生於1781年。
- 日期未知 - 亞歷山大·伊万諾維奇·加利奇（英语：Alexander Ivanovich Galich），俄羅斯教師、哲學家和作家，生於 1783年。